# ماي داينج برايد
ماي داينج برايد، (بالإنجليزية: My Dying Bride)‏، هي فرقة دوم ميتال، تكونت في برادفورد، إنجلترا عام 1990، وقامت بإصدار 11 ألبوم.
تعد ماى داينج برايد بجانب فرق مثل أناثيما، بارادايس لوست, و كاتاتونيا من رواد موسيقى الدوم، ديث ميتال.
بينما قامت بعض الفرق مثل باراديس لوست, وكاتاتونيا بتوسيع أسلوب موسيقاهم بعيدا عن الدوم ميتال، أستكملت «ماى داينج برايد»، لعب موسيقى الدوم ميتال منذ تكوينها، وحتى الآن.

## روابط خارجية
- ماي داينج برايد على موقع IMDb (الإنجليزية)
- ماي داينج برايد على موقع ميوزك برينز (الإنجليزية)
- ماي داينج برايد على موقع أول ميوزيك (الإنجليزية)
- ماي داينج برايد على موقع ديسكوغز (الإنجليزية)